# Las Vegas Tennis Open 2000
Il Las Vegas Tennis Open è stato un torneo di tennis facente parte della categoria ATP Challenger Series nell'ambito dell'ATP Challenger Series 2000. Il torneo si è giocato a Uniti Las Vegas negli Stati Uniti dal 30 ottobre al 5 novembre 2000 su campi in cemento.

## Vincitori

### Singolare
Neville Godwin ha battuto in finale  Cristiano Caratti con il punteggio di 6–3, 6–3.

### Doppio
Jeff Coetzee /  Marcos Ondruska hanno battuto in finale  Mardy Fish /  Andy Roddick con il punteggio di 6(9)–7, 7–6(6), 6–1.